# Лопатин, Андрей Владимирович
Андрей Владимирович Лопатин (род. 9 июля 1972, Ижевск) — советский и российский хоккеист, защитник. Тренер.

## Биография
Воспитанник ижевской «Ижстали», тренер Сергей Чулкин. Дебютировал за команду в сезоне-1988/89 первой лиги. Затем учился в институте физкультуры. Вернулся в «Ижсталь» в 1995 году. Затем играл за команды «Прогресс» Глазов (1997/98 — 1998/99), «Авангард» Тамбов (1998/99 — 1999/2000), «Трактор» (1999/2000, 2005/06), «Мечел» (2000/01 — 2002/03, 2005/06), «Молот-Прикамье» (2003/04, 2008/09), «Спартак» Москва (2004/05), «Химик» Воскресенск (2006/07), «Газовик» (2007/08 — 2008/09), «Ижсталь» (2009/10 — 2010/11).
Окончил Уральский государственный университет культуры и спорта, ВШТ при Сибирском государственном университете физической культуры и спорта. 
Тренер в хоккейных школах НХК (2018—2019), «Академия Михайлова» (2019—2020, обе — Новомосковск), «Динамо» Москва (2020—2024), «Гранит-Митино» (с 2024).